# فرودگاه آبی گرین لیک
فرودگاه آبی گرین لیک (به انگلیسی: Green Lake Water Aerodrome) یک فرودگاه خصوصی است که یک باند فرود آب دارد. این فرودگاه در کشور کانادا قرار دارد و در ارتفاع ۱۰۶۹ متری از سطح دریا واقع شده‌است.